# Paracilicaea clavus
Paracilicaea clavus är en kräftdjursart som beskrevs av Barnard 1955. Paracilicaea clavus ingår i släktet Paracilicaea och familjen klotkräftor.
Artens utbredningsområde är Moçambique. Inga underarter finns listade i Catalogue of Life.